# Манфред Соломон Абрамович
Соломон Абрамович Манфред (Фрідман) (5 лютого 1896, містечко Фрауенбург Гольдінгенського повіту Курляндської губернії, тепер місто Салдус, Латвія — розстріляний 27 листопада 1937, місто Москва, Російська Федерація) — радянський діяч, агент Комінтерну, голова Московської обласної ради народного господарства, член ВЦВК. Член Комісії радянського контролю при РНК СРСР у 1934—1937 роках.

## Життєпис
Народився в єврейській родині шевця-кустаря, прикажчика взуттєвого магазину. З 1910 по 1911 рік навчався в початковій школі містечка Фрауенбурга.
У січні 1912 — грудні 1913 року — учень-робітник магазину текстильної фабрики Рабіновича в Фрауенбурзі. З січня по липень 1914 року працював шевцем у містечку Муравйово Шавельського повіту Ковенської губернії.
Член Бунду з 1914 по 1919 рік.
У січні — грудні 1915 року — робітник взуттєвої фабрики Натанзона в місті Ризі. У січні 1916 — серпні 1917 року — робітник взуттєвої майстерні Гуревича в місті Бихові Могильовської губернії.
У вересні 1917 — вересні 1918 року — робітник-швець Поліських взуттєвих майстерень, товариш (заступник) голови Спілки шкіряників у місті Гомелі. З жовтня 1918 по січень 1919 року хворів, проживав у Вітебську.
У січні 1919 — серпні 1920 року — робітник цукрового заводу Шаца в Ризі.
Член РКП(б) з серпня 1920 року.
З серпня 1920 по вересень 1921 року — секретар особового складу і завідувач іноземної частини Бюро особового складу відділу міжнародних зв'язків Комінтерну на конспіративній роботі в місті Ковно (Литва). У листопаді 1921 року нелегально переправлений до Москви.
У листопаді 1921 — січні 1922 року — заступник завідувача організаційного відділу тресту «Мосшкіра» в Москві.
У січні 1922 — липні 1928 року — директор Державної автономної хутряної фабрики «Пролетарский труд» у Москві.
У серпні 1928 — червні 1929 року — керуючий Московського тресту хутряної промисловості «Мосхутропромтрест» Московської обласної ради народного господарства.
У липні 1929 — квітні 1930 року — керуючий Державного Московського тресту із переробки сільськогосподарських продуктів «Моссільпром».
У травні — грудні 1930 року — завідувач хутрового відділу Всеросійського кооперативного акціонерного товариства «Аркос» у Лондоні (Велика Британія).
У січні — липні 1931 року — начальник експортного управління торгпредства СРСР у Відні (Австрія).
У серпні 1931 — березні 1932 року — голова Московської обласної ради народного господарства.
У квітні 1932 — березні 1934 року — уповноважений Народного комісаріату важкої промисловості СРСР по Московській області.
З березня 1934 року — секретар Бюро Комісії радянського контролю при РНК СРСР. У 1934 році навчався на відділенні підвищення кваліфікації господарників Народного комісаріату важкої промисловості СРСР факультету загального машинобудування Московського механіко-машинобудівного інституту.
У листопаді 1935 — червні 1937 року — керівник групи широкого вжитку Комісії радянського контролю при РНК СРСР.
11 червня 1937 виключений із членів ВКП(б) та Комісії радянського контролю при РНК СРСР.
15 червня 1937 року заарештований органами НКВС. Засуджений Воєнною колегією Верховного суду СРСР 27 листопада 1937 року до страти, розстріляний того ж дня. Похований на Донському цвинтарі Москви.
8 березня 1956 року посмертно реабілітований. 28 квітня 1956 року відновлений в членах КПРС.